# Брустурка
Брусту́рка — річка в Українських Карпатах, у межах Косівського району Івано-Франківської області. Права притока Пістиньки (басейн Дунаю). 

## Опис
Довжина 15 км, площа водозбірного басейну 50,1 км². Похил річки 51 м/км. Річка типово гірська, зі швидкою течією, кам'янистим дном та численними перекатами і порогами; є водоспади - Шепітський Гук і Шепітський Гук малий. Долина вузька (V-подібна), глибока, у верхів'ях заліснена. Річище слабозвивисте. 

## Розташування
Брустурка бере початок на південний захід від села Шепіт, на північно-східних схилах гори Габорянська. Тече в межах масиву Покутсько-Буковинські Карпати на північний схід і на північ (в пониззі). Впадає до Пістиньки неподалік від південно-західної околиці села Прокурава. 
Над річкою розташовані села: Шепіт і Брустури.